# Quincy (serie televisiva)
Quincy (Quincy, M.E.) è una serie televisiva statunitense creata da Glen Larson e Lou Shaw, prodotta da NBC. I 148 episodi di cui consta, distribuiti in otto stagioni, vennero trasmessi negli Stati Uniti dal 1976 al 1983.
La serie, una delle prime a coniugare elementi del genere medical drama con quello poliziesco, si contraddistingue per le varie tematiche etiche e sociali (droga, alcol, violenza carnale, immigrazione, precariato, armi, sicurezza, diete dimagranti, problematiche giovanili e così via) trattate in ogni episodio.

## Personaggi
Il dottor R. Quincy è un patologo legale (anatomopatologo) dell'ufficio di patologia legale della contea di Los Angeles. Svolge la sua attività assieme all'assistente Sam Fujiyama, sotto l'egida del direttore Robert Asten. Tra i personaggi protagonisti della serie vi sono anche il tenente Frank Monahan, il sergente Brill e Danny Tovo, grande amico di Quincy e proprietario del ristorante Danny's dove Quincy e soci si ritrovano abitualmente.
Nell'ultima stagione avrà un ruolo particolarmente rilevante il personaggio della dottoressa Emily Hanover, già apparsa sotto altre vesti in alcuni episodi delle stagioni precedenti (in modo particolare in un episodio della quarta stagione, Promessa da mantenere, dove ha interpretato, in un flashback, Helen, moglie di Quincy, morta per una grave malattia); la serie, come molte altre produzioni firmate da Glen Larson, utilizza un numero relativamente limitato di attori, che pur interpretando personaggi diversi, compaiono in più episodi.

## Trama
Ogni episodio segue per lo più lo stesso schema di base: Quincy viene incaricato di effettuare un'autopsia. Dai rilevamenti e dalle analisi del caso emerge che le prime ipotesi formulate dagli inquirenti sono errate o incomplete e di solito si riconduce a un atto criminale un decesso che in prima istanza è attribuito a fatalità o cause naturali. Questo spinge Quincy ad andare oltre le proprie competenze professionali per indagare in prima persona. Agendo in questo modo, verrà spesso a scontrarsi con le leggi federali, con il Dipartimento di Polizia o con altri enti o figure governative. Nonostante la stragrande maggioranza degli episodi abbia carattere auto conclusivo, la serie riesce, sottotraccia, a raccontare la vita privata presente e passata del protagonista.

## Episodi
| Stagione         | Episodi | Prima TV originale | Prima TV Italia |
| ---------------- | ------- | ------------------ | --------------- |
| Prima stagione   | 4       | 1976-1977          |                 |
| Seconda stagione | 13      | 1977               |                 |
| Terza stagione   | 20      | 1977-1978          |                 |
| Quarta stagione  | 23      | 1978-1979          |                 |
| Quinta stagione  | 22      | 1979-1980          |                 |
| Sesta stagione   | 18      | 1980-1981          |                 |
| Settima stagione | 24      | 1981-1982          |                 |
| Ottava stagione  | 24      | 1982-1983          |                 |

## Edizione italiana
La serie giunse in Italia il 7 gennaio 1982 sull'allora neonata Rete 4; venne doppiata presso la cooperativa milanese A.D.C., con la direzione di Gianni Mantesi, per essere poi trasmessa su Canale 5. La prima stagione, composta di soli quattro episodi, in Italia non è mai stata doppiata; per questo motivo non viene mai messa in onda sui vari canali italiani che ripropongono la serie. Inoltre nell'edizione italiana spesso la durata degli episodi è stata ridotta a 50 minuti rispetto all'originale formato da 60 minuti.